# Augusta (Georgia)
Augusta város az USA Georgia államában, melynek megyeszékhelye. Lakosainak száma 202 081 fő (2020. április 1.).

## Népesség
A település népességének változása:
| Lakosok száma | 48 000 | 397 000 | 195 844 | 196 741 | 197 166 | 202 081 |
|               | 1980   | 1990    | 2010    | 2014    | 2017    | 2020    |